# مایک ینسن
مایک ینسن (انگلیسی: Mike Jensen؛ زادهٔ ۱۹ فوریهٔ ۱۹۸۸) بازیکن فوتبال اهل دانمارک است.
از باشگاه‌هایی که در آن بازی کرده‌است می‌توان به باشگاه فوتبال بروندبی، باشگاه فوتبال مالمو و باشگاه فوتبال روزنبورگ اشاره کرد.
وی همچنین در تیم‌های ملی فوتبال دانمارک بازی کرده‌است.